# Etto
Oélilton Araújo dos Santos (znan pod vzdevkom Etto), brazilski nogometaš, * 3. marec 1981, Valente, Bahia, Brazilija.
Profesionalno nogometno kariero je začel leta 2002 v Vitórii. Med letoma 2003 in 2005 je igral v Criciúmi, Parani in Atléticu Paranaense, dokler ni v avgustu leta 2005 prestopil v Dinamo Zagreb in podpisal pogodbo za obdobje petih let. Zanj je bil zainteresiran tudi Inter, a je transfer zaradi presežka tujcev v Interju propadel. Po podpisu pogodbe je takoj postal strelec in Dinamu zabeležil 1000. gol v HNL ligi. Do konca sezone 2005/06 je postal standardni igralec in v tem času zabeležil 24 nastopov in 5 golov ter tako pomagal soigralcem do zmage v prvi hrvaški ligi. Po tem, je bil Etto razglašen za odkritje sezone. 1. septembra 2007 je pridobil tudi hrvaško državljanstvo in izrazil željo, da bi zaigral tudi za hrvaško nogometno reprezentanco. Med januarjem 2011 in avgustom 2013 je bil član grškega kluba PAOK iz Soluna, ob koncu kariere pa azerbajdžanskega Bakuja.